# Islamisches Zentrum München

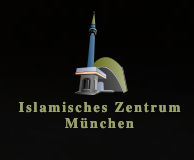
Logo des ialmischen Zentrums München

Islamisches Zentrum München (IZM) ist ein Zentrum des Islam in München im Stadtbezirk Schwabing-Freimann und wurde 1973 eröffnet und als Sitz der Islamischen Gemeinschaft in Deutschland e. V. gegründet und gehört dem Zentralrat der Muslime in Deutschland an. Das IZM wird auf Grund seiner Verbindung zur Muslimbruderschaft vom Verfassungsschutz des Freistaates Bayern beobachtet.

## Geschichte
Am 6. März 1960 wurde in München die „Moscheebau-Kommission e. V.“ mit dem Ziel gegründet, in München eine Moschee zu errichten. Am 24. August 1973 fand die feierliche Eröffnung des Zentrums statt. Im gleichen Jahr übernahm Ghaleb Himmat die Leitung des Zentrums. 1974 wurde ein hauptamtlicher Imam bestellt.
Es besteht die Schriftenreihe des Islamischen Zentrums München. Eine bekannte Person des Zentrums ist Ahmad von Denffer. Laut dem ehemaligen Leiter Mohammed Mahdi Akef gehört das IZM zur Muslimbruderschaft, deren Oberster Führer er von 2004 bis 2010 war. Am 18. August 2006 beteiligte sich das IZM an der Demonstration „Gerechter Frieden für Libanon und Palästina“ in München.

## Gottesdienste
In der zugehörigen Freimann-Moschee können die fünf täglichen Gebete verrichtet werden. Die Predigten im Rahmen des Freitagsgebets sowie der beiden Festgebete werden aus dem Arabischen simultan auf Deutsch übersetzt.

## Kritik
Im August 2019 geriet das IZM in die Kritik, da sie unter Berufung auf der Koranvers Sure 4:34 „Schläge als letztes Mittel im Fall von Eheschwierigkeiten“ als legitim gesehen hatte.
Der Vorstand des IZM antwortete auf diese Kritik mit zwei eigenen Stellungnahmen: Erstere beschreibt, wie dieser Text so lange auf der Website des IZM stehen bleiben konnte (so stünden alle Aktiven des IZM seit 2005 unter massiven Repressionen der Sicherheitsbehörden, was zu einer starken Schrumpfung der Mitglieder und der Aktivengruppe führte).
Die zweite beschreibt die aktuelle tatsächliche Position des Vorstandes des IZM zum Koranvers, der das Schlagen der Frau thematisiert.